# Roberto Vecchioni
Roberto Vecchioni (né le 25 juin 1943  à Carate Brianza) est un auteur-compositeur italien.

## Biographie
Roberto Vecchioni est né à Carate Brianza, une ville dans la banlieue de Milan, dans une famille d'origine napolitaine.
En 1968, il est diplômé en littérature classique à l'Université catholique de Milan, où il resta pendant deux ans comme chargé de cours d'histoire de la religion ; plus tard, il devient professeur d'histoire dans un lycée milanais, une activité qu'il a continué pendant la majeure partie de sa carrière et qui a influencé plusieurs de ses chansons.
Sa carrière dans l'industrie de la musique italienne a commencé dans les années 1960 comme compositeur pour les stars de la pop italienne dont les Ornella Vanoni, Gigliola Cinquetti, Mina, Iva Zanicchi.
En 1973, Roberto participe au Festival de Sanremo avec le titre « L'uomo che si gioca il cielo a dadi ».
En 1976, il publie son premier succès commercial, "Elisir", mais il n'obtient la reconnaissance publique que l'année suivante, avec "Samarcanda". Avec ce travail, Vecchioni a été acclamé comme l'un des plus habiles chanteurs-compositeurs italiens : son inspiration puise principalement des thèmes autobiographiques, entremêlés avec celles (souvent mythologiques) rêveuses, littéraires et historiques. Son ami Angelo Branduardi a joué le violon sur le LP.
Le 19 février 2011, il remporte le 61e Festival de musique de San Remo et le prix de la critique « Mia Martini » avec la chanson Chiamami ancora amore.

## Discographie
- Parabola (1971)
- Saldi di fine stagione (1972)
- Il re non si diverte (1974)
- Barbapapà (1975)
- Ipertensione (1975)
- Elisir (1976)
- Samarcanda (1977)
- Robinson (come salvarsi la vita) (1980)
- Calabuig, stranamore e altri incidenti (1978)
- Montecristo (1980)
- Hollywood Hollywood (1982)
- Il grande sogno (1984)
- Live @ RTSI (1984, live)
- Bei tempi (1985)
- Ippopotami (1986)
- Milady (1989)
- Per amore mio (1991)
- Camper (1992, live collection)
- Blumùn (1993)
- Il cielo capovolto (1995)
- Vecchioni studio collection (1997)
- El bandolero stanco (1997)
- Sogna ragazzo sogna (1999)
- Canzoni e cicogne (2000, live collection)
- Il lanciatore di coltelli (2002)
- Le ballate (2002)
- Rotary Club of Malindi (2004)
- Il contastorie (2005, double live collection)
- Di rabbia e di stelle (2007)
- In Cantus (2009, live collection)
- Chiamami ancora amore (2011)

## Publications
- Canzoni e spartiti, Rome, Lato side, 1979.
- Il grande sogno, Milano Libri, 19[Quand ?].
- préface de Lorenzo Coveri (dir.), Parole in musica. Lingua e poesia nella canzone d'autore italiana. Saggi critici e antologia di testi di cantautori italiani, Novare, Interlinea, 1996.  (ISBN 88-8212-147-X)
- Viaggi del tempo immobile, Turin, Einaudi, 1996.  (ISBN 88-06-14226-7)
- Le parole non le portano le cicogne, Turin, Einaudi, 2000.  (ISBN 88-06-15531-8)
- Parole e canzoni, Turin, Einaudi, 2002.  (ISBN 88-06-16414-7)
- Il libraio di Selinunte, Turin, Einaudi, 2004.  (ISBN 88-06-16739-1) (traduit en français : Le Libraire de Sélinonte, Éditions du Rocher, 2007 ; repris dans la coll. "Le Livre de Poche", n° 31218, 2009).
- Prefazione à Luigi Ferro, avec Giampiero Rossi, Le memorie di Adriano (quello vero), Milan, Melampo, 2005.  (ISBN 88-89533-05-6)
- Diario di un gatto con gli stivali, Turin, Einaudi, 2006.  (ISBN 88-06-18217-X)
- Di sogni e d'amore. Poesie 1960-1964, Milan, Frassinelli, 2007.  (ISBN 978-88-7684-979-4)
- Volevo. Ed erano voli, Pescecapone, 2008.
- Scacco a Dio, Turin, Einaudi, 2009.  (ISBN 978-88-06-19849-7)
- préface de Sergio Menghini, La mer, Città di Castello, Edimond, 2010.  (ISBN 978-88-500-0461-4)

## Distinction

Officier de l'Ordre du Mérite de la République italienne
Rome, 2 juin 2004.